# Prosevania violaceipennis
Prosevania violaceipennis är en stekelart som först beskrevs av Cameron 1903.  Prosevania violaceipennis ingår i släktet Prosevania och familjen hungersteklar. Inga underarter finns listade i Catalogue of Life.